# Searchin’
A Searchin’ a The Coasters nevű amerikai vokálegyüttes 1957 márciusában megjelent kislemeze.  A dal a Billboard kislemezlistáján a harmadik helyet érte el, maga a dal pedig az együttes egyik legnagyobb slágere lett.

## Közreműködött
A The Coasters nevű együttes énekeseit az alábbi zenészek kisérték:
- Mike Stoller – zongora
- Gil Bernal – szaxofon
- Barney Kessell – gitár, mandolin
- Adolph Jacobs – gitár
- Ralph Hamilton – basszusgitár
- Jesse Sailes – dob
- A.L. “Abe” Stoller – dob
- Joe Oliveria – konga

## Feldolgozások
A dal első feldolgozása Johnny Rivers nevéhez fűződik, aki a So Fine című dallal egyvelegben dolgozta fel a számot. A Beatles szintén feldolgozta a dalt, ám a leghíresebb adaptáció a The Hollies együttes nevéhez fűződik, akik a saját feldolgozásukat még kislemezen is kiadták.